# Циклон (Marvel Comics)
Циклон (англ. Cyclone) — псевдоним нескольких суперзлодеев американских комиксов издательства Marvel Comics.

## История публикаций
Первый Циклон дебютировал в The Amazing Spider-Man #143 (апрель 1975) и был создан Джерри Конвеем и Россом Эндрю.
Второй Циклон впервые появился в Marvel Comics Presents #97 (март 1992) и был создан Шолли Фишем, Марком Багли и Доном Хадсоном.
Первое появление третьего Циклона, созданного Куртом Бьюсиком, Багли и Винсом Расселом, состоялось в Thunderbolts #3 (апрель 1997).

## Вымышленная биография

### Андре Жерар
Первым Циклоном был французский изобретатель Андре Жерар. Вместе со своей бандой он похитил Джея Джону Джеймисона в Париже, что привело к столкновению с Человеком-пауком. Паук победил Циклона, но некоторое время спустя злодей вернулся. В этот раз он противостоял не только Человеку-пауку, но и Лунному рыцарю. 
Позже Циклон был среди суперзлодеев, которых Файербренд собрал в Баре Без Названия из за серии убийств других злодеев Палачём Преступного Мира. Палач Преступного Мира пробрался в бар и расстрелял всех суперзлодеев, в том числе и Циклона. Выжил только Рингер.
Годы спустя Капюшон воскресил Циклона, Файербренда и других злодеев, убитых Палачём, что бы те помогли ему убить Карателя. Циклон и Файербренд участвовали в ритуале воскрешения семьи Фрэнка Касла, но Каратель не признал воскрешенных своей семьёй и заставил Файербренда сжечь их. Он застрелил Файербренда и перерезал горло Циклону.

### Пьер Фрессон
Пьер Фрессон унаследовал технологии Андре Жерара и примкнул к Повелителям Зла Багрового Плаща вместе с  Кло, Мужеубийцей, Тигровой акулой и Летающим Тигром. Эта версия Повелителей Зла сражалась с Громовержцами. После разгрома Повелителей Пьер и Мужеубийца присоединились к Громовержцам, но Циклон пробыл в команде недолго. 
В дальнейшем Пьер периодически сталкивался с различными супергероями, такими как Человек-паук и Росомаха, состоял в Зловещей Шестнадцать Бумеранга и периодически выпивал в Баре без Названия.

## Вне комиксов
Член Элементалей, основанный на Циклоне, появляется в фильме «Человек-паук: Вдали от дома» (2019), действие которого разворачивается в Кинематографической вселенной Marvel. Идентифицированный как Элементаль Воздуха, он, как было сказано, управлял ветрами и бурями. Мистерио утверждает, что победил его до встречи с Питером Паркером, однако тот вскоре обнаруживает, что все Элементали на самом деле были дронами, оснащёнными голографической технологией, которую Мистерио и его бывшие коллеги из «Stark Industries» использовали с целью приобретения технологии Тони Старка и представления Мистерио как супергероя.

## Критика
Comic Book Resources поместил Циклона на 9-е место среди «10 злодеев Человека-паука, исчезнувших из комиксов».